# Erichthonios (Attika)

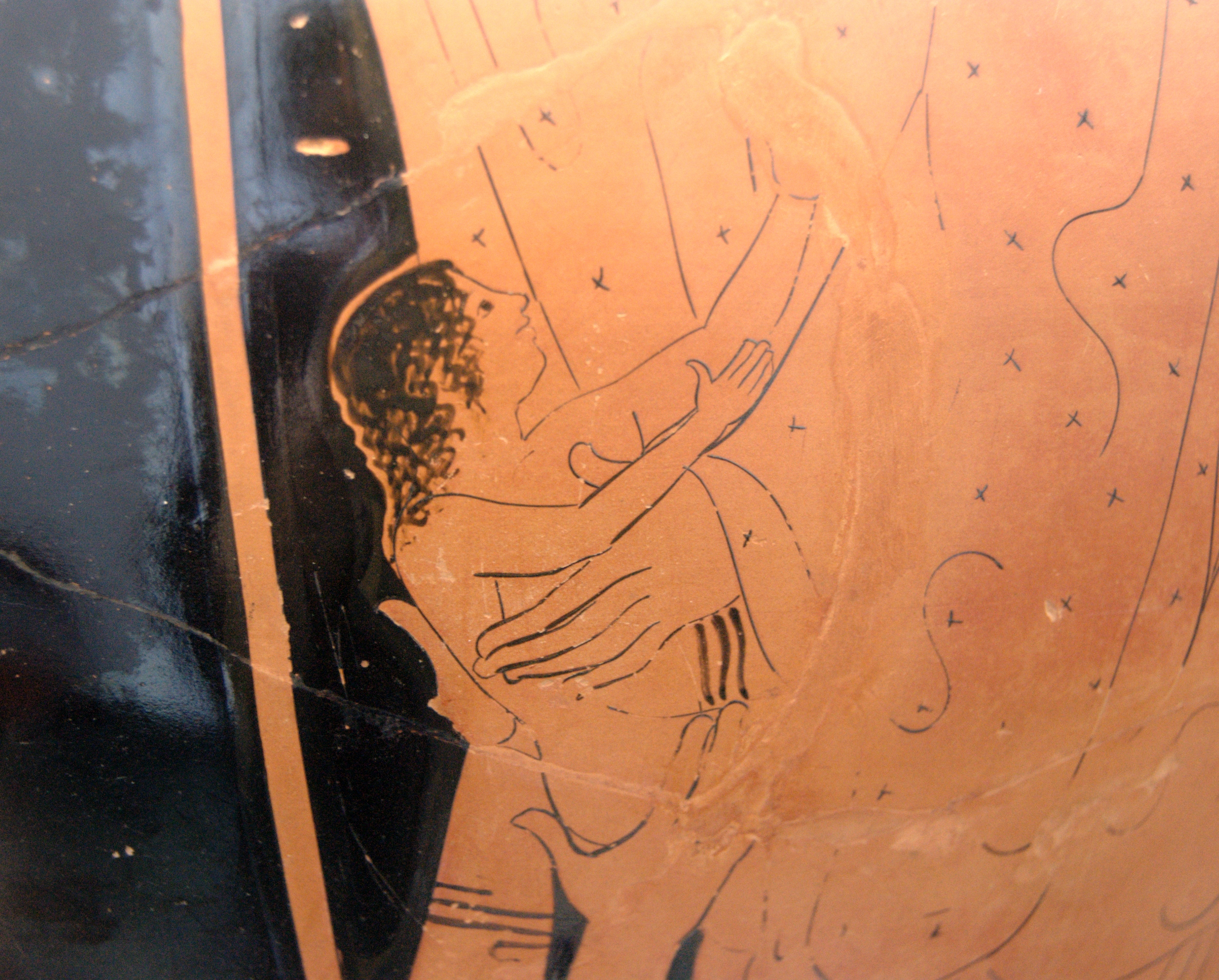
Die Geburt des Erichthonios: Athene nimmt aus den Händen der Erdmutter Gaia den Knaben Erichthonios in Empfang, attischer rotfiguriger Stamnos, 470–460 v. Chr., Staatliche Antikensammlungen (Inv. 2413)

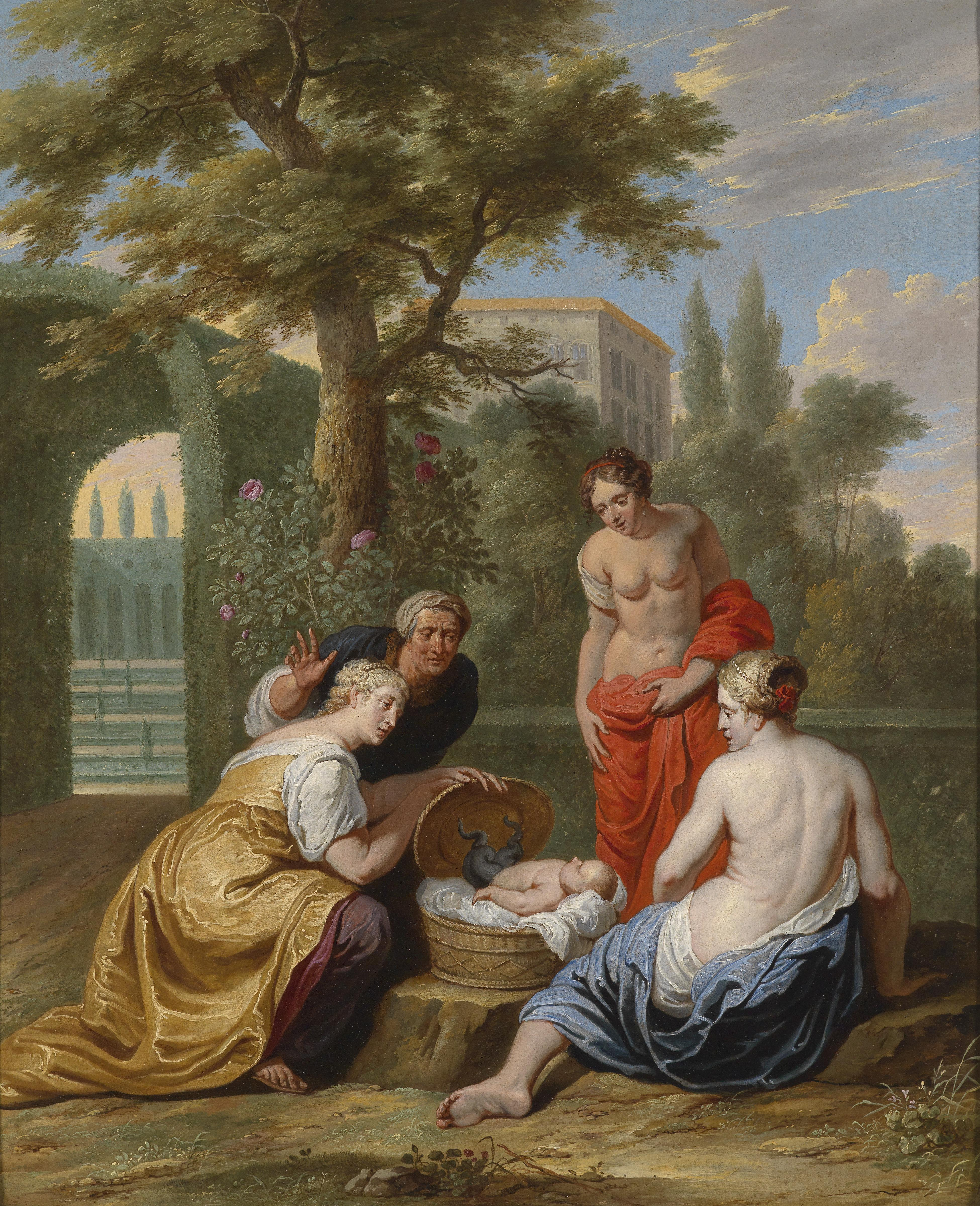
Die Auffindung des Erichthonios durch die Töchter des Kekrops. Gemälde von Willem van Herp (um 1650).

Erichthonios (altgriechisch Ἐριχθόνιος Erichthónios), auch Erechtheus I., ist eine Gestalt der griechischen Mythologie.
Der Sohn des Hephaistos und der Gaia war König von Attika. Nach der Bibliotheke des Apollodor war nicht Gaia, sondern Atthis, die Tochter des Kranaos, seine Mutter. Homer nennt ihn in der Ilias Erechtheus, weshalb er auch als Erechtheus I. (im Gegensatz zu Erechtheus) bezeichnet wird. Herodot nennt ihn den erdgeborenen (Sohn der Gaia) Erechtheus. Ovid nennt ihn prolem sine matre creatam, also „ohne Mutter gezeugten Nachwuchs“.
Athene legte den ihr von Gaia anvertrauten Erichthonios in eine Kiste und übergab ihn so der Pandrosos, einer Tochter des Kekrops I., und deren Schwestern Herse und Aglauros, mit dem Gebot, die Kiste ja nicht zu öffnen. Die Schwestern der Pandrosos öffneten sie jedoch aus Neugierde und fanden das Kind in Schlangengestalt (oder mit Schlangenbeinen oder auch von Schlangen umringt), wurden darüber wahnsinnig und stürzten sich von der Akropolis, worauf Athene die Pflege selbst übernahm.
Herangewachsen erlangte Erichthonios die Königsmacht über Athen, nachdem er den Amphiktyon vertrieben hatte. Laut der Medea des Euripides nannten sich die Athener der Antike seither mit Stolz Söhne des Erichthonios. Er heiratete die Nymphe Praxithea und zeugte Pandion.
Erichthonios soll auch die Panathenäischen Spiele in Athen eingerichtet und, da er wegen seines Schlangenunterkörpers keine Beine zum Laufen hatte, das Rad (für einen ihn ziehenden Wagen) erfunden haben. Er fand durch Poseidon den Tod und wurde als Sternbild Fuhrmann an den Himmel versetzt. Nach seinem Tode fand er im Heiligtum der Athene auf der Akropolis seine letzte Ruhestätte, welches daraufhin Erechtheion genannt wurde.
Sein Nachfolger wurde sein Sohn Pandion.